# Santa Claus Is Coming to Town
Santa Claus Is Coming to Town (рус. В город едет Санта-Клаус) — рождественская песня Фреда Кутса на слова Хейвена Гиллеспи, написанная в 1934 году. Один из популярнейших рождественских хитов в США.

## Содержание
Лирический герой песни рассказывает, что, возвращаясь с Млечного Пути, побывал в мастерской Санта-Клауса, и тот поведал ему о своих планах. Оказывается, тот знает о каждом из нас, был ли тот хорошим или вредным, и теперь, когда он вот-вот появится в городе с кучей игрушек для множества детей, лучше бы вам не плакать и не дуться, а быть хорошими и поскорей отправить ему письмо.

## История создания
Автором слов песни является поэт Хейвен Гиллеспи. По воспоминаниям племянника Гиллеспи, в 1934 году к тому обратился его издатель Лео Хейст, потребовавший от него сочинить рождественскую песню. Гиллеспи только что похоронил своего брата Ирвина и был вовсе не расположен писать детские песенки, но Хейст был крайне настойчив, поскольку, как он считал, у Хейвена был «хороший лексикон» для детских песен. Гиллеспи сочинил текст песни через 15 минут после того, как вышел из кабинета Хейста, в вагоне подземки. Его слова положил на музыку композитор Фред Кутс, позднее в паре с ним создавший ещё один шлягер, You Go to My Head.
Песня Santa Claus Is Coming to Town была записана оркестром Джорджа Холла (солист Сонни Шуйлер) и выпущена лейблом Bluebird Records. Она впервые прозвучала в эфире в радиопередаче «Рождественское шоу Эдди Кантора» и немедленно приобрела высочайшую популярность. В день продавалось по 25 тысяч комплектов её нот.

## Дальнейшее исполнение
Песню Santa Claus Is Coming to Town исполняли многие известные певцы и музыканты. Существует более 150 различных исполнений песни, в том числе группами The Beach Boys, Lynyrd Skynyrd, The Jackson 5, Destiny's Child, Green Day, и такими певцами, как Джастин Бибер и Андреа Бочелли. В числе наиболее успешных были аранжировки группы The Four Seasons (1962, 23-е место в хит-параде The Billboard Hot 100), Брюса Спрингстина (1985, возглавила рождественские музыкальные продажи этого года) и Луиса Мигеля (2006, как Santa Claus Llego a La Ciudad занимала 26-е место в хит-параде Latin Pop Airplay). В опубликованной Американским обществом композиторов, поэтов и издателей статистике за первые 5 лет XXI века Santa Claus Is Coming to Town занимает общее четвёртое место по числу трансляций в США в сезоны зимних праздников.
Как популярная рождественская мелодия, Santa Claus Is Coming to Town часто звучит в фильмах и эпизодах сериалов на рождественскую и новогоднюю тематику, среди которых «Один дома», «Контракт Санта-Клауса», «Чудо на 34-й улице», «Полярный экспресс», «Пережить Рождество», «Фред Клаус, брат Санты», «Четыре Рождества» и «Секретная служба Санта-Клауса». Она дала название одноименному мультфильму 1970 года (озвученному Фредом Астером и Мики Руни).